# Herbert Böttcher

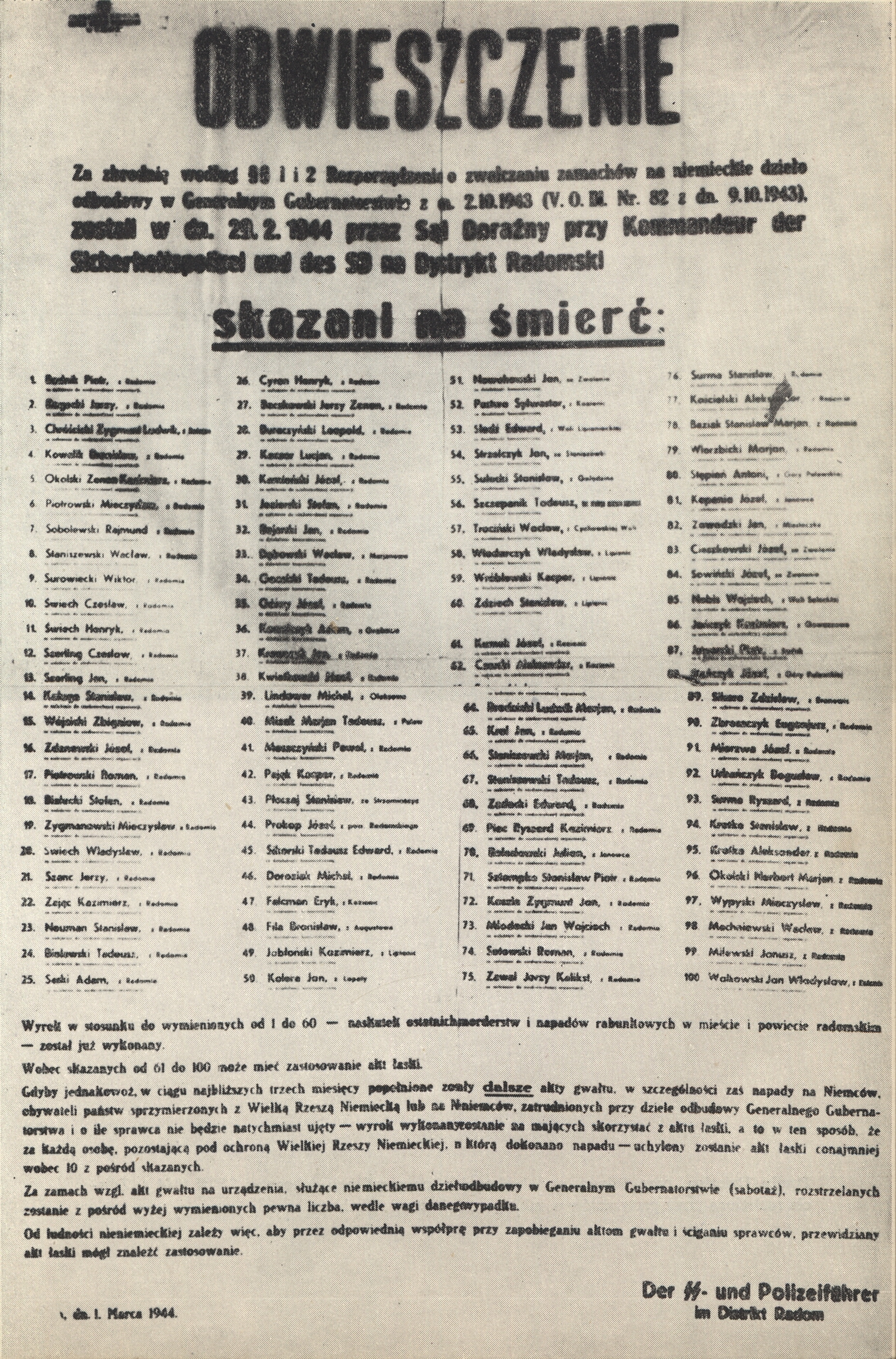
Obwieszczenie podpisane przez Herberta Böttchera, informujące o skazaniu na śmierć 100 Polaków. Radom, 1 marca 1944

Herbert Böttcher (ur. 24 czerwca 1907 w Prekule, zm. 12 czerwca 1950 w Radomiu) – SS-Brigadeführer oraz Generalmajor Policji, niemiecki zbrodniarz wojenny skazany w 1949 na karę śmierci przez Sąd Okręgowy w Radomiu.

## Kariera
W 1939 roku wstąpił do SS otrzymując numer legitymacji 323 036. W NSDAP miał numer 7 093 097.
Między 12 maja 1942 a 16 stycznia 1945 był dowódcą SS i Policji w dystrykcie radomskim Generalnego Gubernatorstwa. Pełniąc tę funkcję podczas akcji „Reinhardt” był odpowiedzialny za deportację ok. 300 tys. Żydów z tego dystryktu do obozu śmierci w Treblince. 
Od lutego do 3 marca 1944 był jednocześnie dowódcą SS i Policji w dystrykcie warszawskim (po śmierci Franza Kutschery zastrzelonego w zamachu 1 lutego przez żołnierzy oddziału specjalnego AK „Pegaz”).
Po wojnie został uznany winnym zabójstw i znęcania się nad ludnością cywilną i 18 czerwca 1949 skazany na karę śmierci przez Sąd Okręgowy w Radomiu. Wyrok przez powieszenie wykonano 12 czerwca 1950.